# Kvällstoppen
Kvällstoppen war eine schwedische Hitparade im Hörfunk. Die Sendung wurde erstmals am 10. Juli 1962 ausgestrahlt und bestand bis Mitte 1975.
Die Kvällstoppen spielten die 20 in Schweden meistverkauften Alben, die in ausgewählten Plattengeschäften ermittelt wurden. Zu Beginn unterschied man nicht zwischen Verkäufen von Single und Album. Ende der 1960er-Jahre wurden die fünf meistverkauften LPs gesondert gelistet. Nach ein paar Jahren stellte man jedoch wieder auf den ursprünglichen Modus um. Die Sendung wurde dienstags von Sveriges Radio P3 ausgestrahlt.
Da zu Beginn zwischen 30 und 40 Plattenläden zur Ermittlung der Verkaufscharts herangezogen wurden, gab es Zweifel über die Aussagekraft der Platzierungen, deshalb wurden für die Statistik weitere Geschäfte eingebunden. Für den 20. Platz mussten Mitte der 1960er-Jahre ungefähr 2.000 bis 3.000 Exemplare verkauft worden sein.
Oft wurde ein Song, obwohl nicht in den Kvällstoppen gelistet, trotzdem zum Hit in Schweden. Bei der Ermittelung der Kvällstoppen erfasste man beispielsweise nicht weltweit bekannte Lieder wie Light My Fire der Doors und Leader of the Pack von The Shangri-Las. Dagegen gerieten die in der Sendung Tio i topp vorgestellten Lieder häufig zu den Verkaufserfolgen der Kvällstoppen. Beide Sendungen wurden Mitte der 1970er-Jahre eingestellt.